# Ян Левослав Белла
Ян Левосла́в Бе́лла (словац. Ján Levoslav Bella; 4 листопада 1843, Ліптовський Мікулаш, Жилінський край — 25 травня 1926, Братислава, Чехословаччина) — словацький композитор, диригент і педагог. Автор публіцистичних творів на музичні теми, відомий також як органіст. Виступав за розширення політичних прав словацької нації.

## Біографія
Народився в місті Ліптовський Мікулаш.
Багато років працював у Трансільванії. У 1923 році повернувся у Братиславу, де провів останні роки свого життя.

## Творчість
Найвідоміші твори: опера «Коваль Віланд» (поставлена 1916), симфонічна поема «Доля та ідеал» (1874, 2-а ред. 1880), кантата «Весілля Яношика», струнний квартет до-мінор (написав 6 квартетів), композиції для фортепіано, скрипки, органа й хору. В найкращих творах, особливо вокальних, помітний зв'язок із словацьким фольклором.
Ян Левослав Белла вважається одним із засновників національної музичної школи Словаччини.
За релігійним визнанням — протестант.